# 2014~2015년 동남아시아 및 남아시아 홍수
2014~2015년 동남아시아 및 남아시아 홍수는 2014년 12월 14일부터 시작한 남동아시아와 남아시아의 인도네시아, 반도 말레이시아(서말레이시아), 태국 남부, 이후 스리랑카로까지 번진 일련의 북동부 몬순 홍수이다. 인도네시아에서 10만명, 말레이시아에서 20만명, 태국에서 수천명이 피해를 입고 대피해 있다. 스리랑카에도 이 홍수가 미쳐 5만명이 대피했다.